# Maria av Grekland och Danmark
Prinsessan Maria av Grekland och Danmark, (grekiska: Πριγκίπισσα Μαρία της Ελλάδας και Δανίας)  född 3 mars 1876 i Aten , död 14 december 1940 i Aten, rysk storfurstinna. Hon var dotter till kung Georg I av Grekland och Olga Konstantinovna av Ryssland.  
Maria beskrivs som en stor patriot; hon ville inte gifta sig med en utländsk prins eftersom det skulle innebära att hon tvingades flytta utomlands, men förbjöds av sin far att gifta sig med en grek. Hon tackade nej till Alexander I av Jugoslavien och accepterade Georg Mikhailovitj av Ryssland därför att han som yngre medlem av en dynasti kunde ha möjlighet att lämna sitt land ofta. 
Georg Michailovitj av Ryssland hade uppvaktat henne sedan 1896 och gifte sig med henne år 1900 trots att hon gjorde klart för honom att hon tackade ja av bekvämlighetskäl och inte var förälskad i honom. Han gick också 1905 med på att flytta till Krim som påminde mer om Grekland. Maria var dock aldrig förälskad i Georg och flyttade 1914 till Storbritannien med sina barn, officiellt av hälsoskäl. Hon stannade i Storbritannien då första världskriget bröt ut och återsåg aldrig Ryssland. Hennes make blev 1919 skjuten av bolsjevikerna under ryska revolutionen, trots att hon försökte få ut honom från Ryssland. 
År 1922 gifte Maria om sig med amiral Pericles Ioannides. 

## Barn
- Nina (1901-1974) gift med furst Paul Chavchavadse
- Xenia (1903-1965) gift med 1:o William Bateman Leeds, 2:o Herman Jud